# 木原正雄
木原 正雄（きはら まさお、1918年1月5日 - 2008年6月24日）は、日本の経済学者。京都大学名誉教授。専門はソ連などの社会主義経済。

## 略歴
1918年、京都府京都市に生まれた。京都市立第一商業学校でロシア語を選択し、立命館大学経済学科に進んだ。同大学を1941年に卒業。1942年、満州国総務庁高等官試補、満洲建国大学高等官試補となった。1943年から1945年にかけて民族研究所に勤務。1945年、京都帝国大学講師となった。
1946年、京都帝国大学助手に昇進。1950年、京都大学経済学部助教授に昇進。1967年、経済学博士の学位を取得。1968年、京都大学教授に昇進。1970～1971年、1973～1974年には、経済学部長を務めた。1981年、京都大学を定年退官し、名誉教授となった。
京都大学を定年退官後は阪南大学教授として教鞭をとった。また、高知女子大学保育短期大学部初代学長を務めた。日本学術会議会員でもあった。2008年に死去。

## 著書
- 『ソ同盟経済論』（経済学全書）三笠書房 1950
- 『ソ連邦の社会主義経済』法律文化社 1961
- 『社会主義経済の理論』有斐閣 1966
- 『日本の軍事産業』新日本出版社 1994

### 共編著
- 『封建社会の基本法則 ソ同盟歴史学界の論争と成果』山岡亮一共編 有斐閣 1956
- 『社会主義経済学の生成と発展』大崎平八郎共編著 青木書店 1965
- 『現代の社会主義』高昇孝共著 青木書店 1969
- 『現代社会主義経済論』長砂実共編 ミネルヴァ書房 1969
- 『現代日本と社会主義経済学』長砂実共編 大月書店 1976
- 『原子力産業界 [新版]』中島篤之助共著 教育社新書 産業界シリーズ 1979
- 『21世紀への原子力 問われる原子力政策の選択』小野秀生、道下敏則共編 法律文化社 1986
- 『経済システムの転換 20世紀社会主義の実験』大西広,溝端佐登史共編 世界思想社 1993

### 翻訳
- 『再生産と国民経済バランス論』編, 木原正雄 等訳 有斐閣（京都大学総合経済研究所研究叢書）1956
- ア・イ・ペトロフ編『経済統計学教程』大橋隆憲共監修訳 有斐閣 1957-61
- 『価値と価格の理論 ソビエト経済学界の論争と成果（京都大学総合経済研究所研究叢書）訳編 有斐閣 1958
- プレハーノフ『歴史における個人の役割』岩波文庫 1958
- レーニン『経済学評注』大月書店 1974